# Mike Colter
Mike Randal Colter, född 26 augusti 1976 i Columbia i South Carolina, är en amerikansk skådespelare, känd för rollen som Luke Cage i Marvel Cinematic Universe-serierna Luke Cage, The Defenders och Jessica Jones. Han har också synts/hörts i rollen som Lemond Bishop i TV-serierna The Good Wife och The Good Fight, Malcolm Ward i Ringer, Jameson Locke i Halo-franchisen, Agent J's pappa i Men in Black III och David Acosta i CBS/Paramount+-serien Evil.
Colter föddes i Columbia i South Carolina, som det yngsta av fyra barn till Eddie Lee, Sr. och Freddie Marion Colter (född Mitchell). Han växte sedan upp i den lilla orten St. Matthews i samma delstat. Hans första riktiga roll var i filmen Million Dollar Baby från 2004, där han spelade boxaren Big Willie Little.

## Filmografi (i urval)
- 2004 – Million Dollar Baby
- 2010–2015 – The Good Wife (TV-serie)
- 2011–2012 – Ringer (TV-serie)
- 2012 – Men in Black III
- 2015 – Jessica Jones (TV-serie) (även 2019)
- 2016–2018 – Luke Cage (TV-serie)
- 2017 – The Defenders (TV-serie)
- 2018–2019 – The Good Fight (TV-serie)
- 2019–nutid – Evil (TV-serie)
- 2023 – Plane